# Établissements Pieper

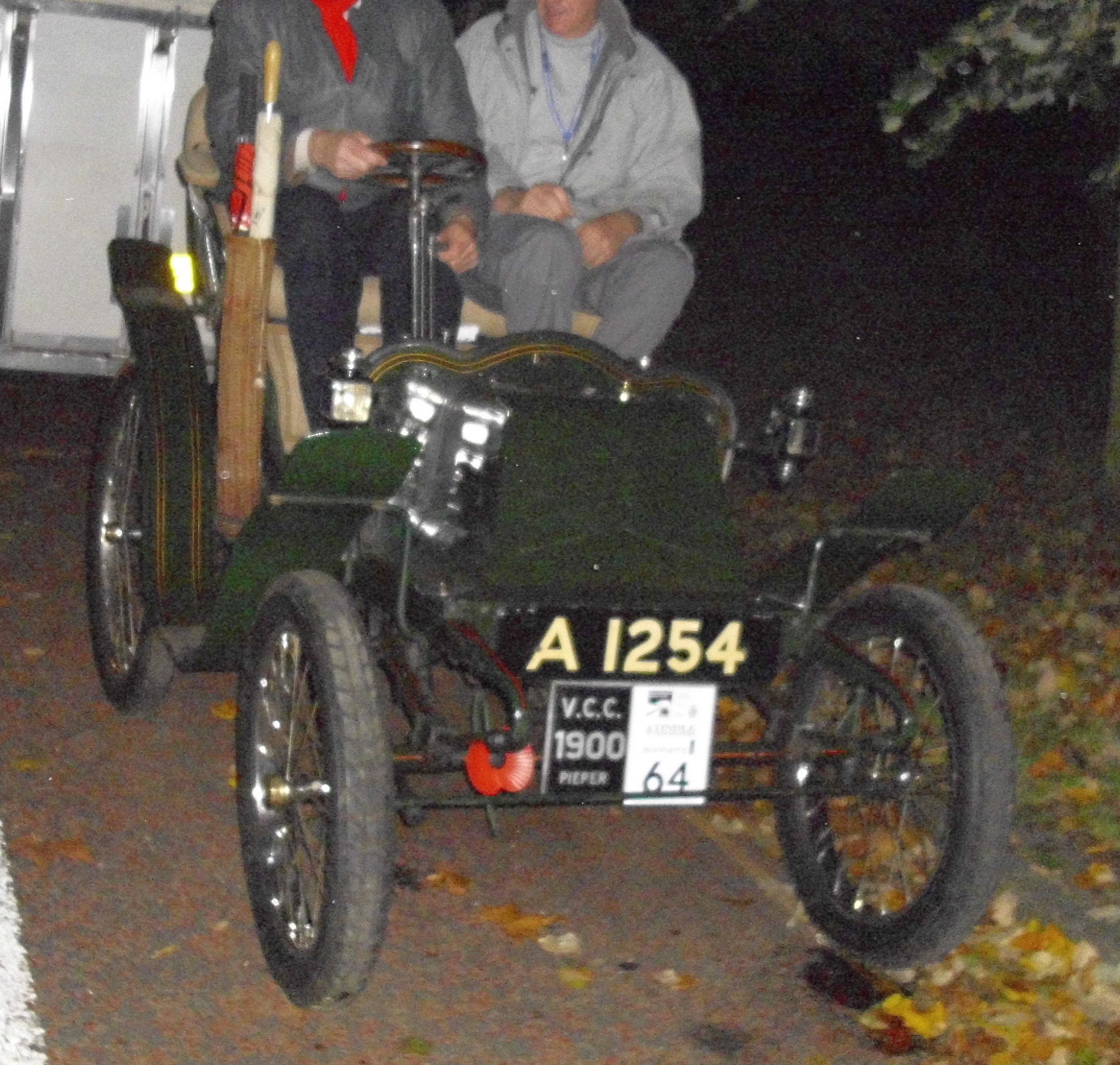
Pieper von 1900

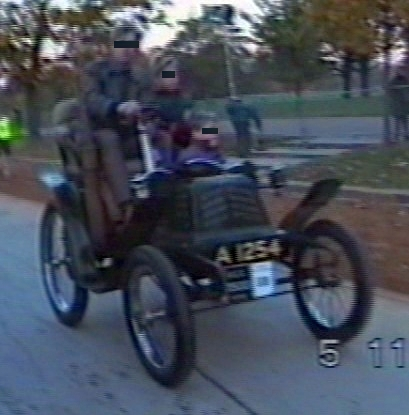
Pieper von 1900

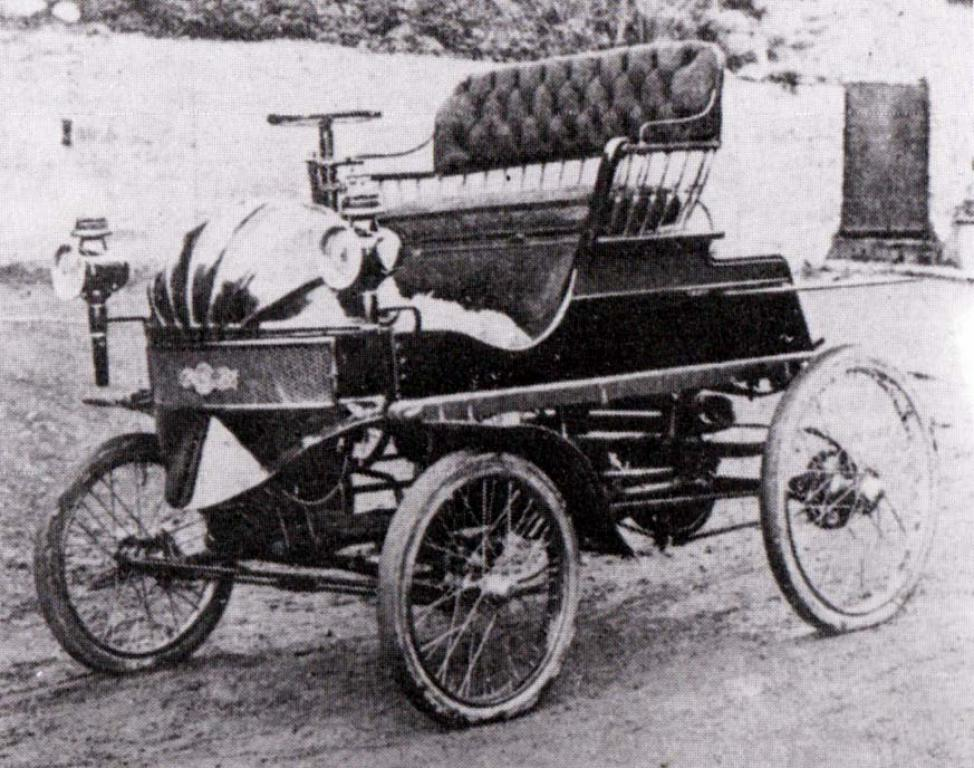
Pieper mit benzinelektrischem Antrieb von De Dion-Bouton 1900

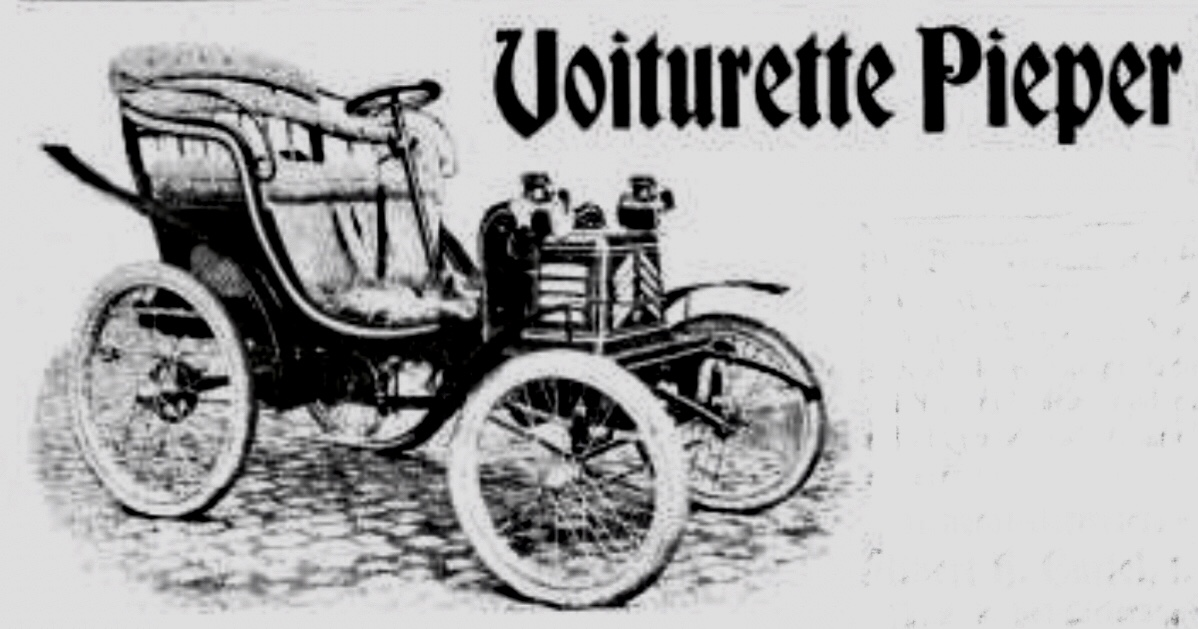
Pieper Typ A

Die Société des Établissements Pieper, ab 1890 auch Pieper et Bayard, war ein belgisches Unternehmen aus Lüttich.

## Unternehmensgeschichte
Der deutschstämmige Henri Pieper (1840–1898) gründete 1866 in Lüttich eine mechanische Werkstätte zur Herstellung von Waffenkomponenten und kurz darauf eine Fabrik zur Herstellung von Gewehrläufen in Nessonveaux. 1889 gehörte er zu den Kapitalgebern der neu gegründeten Fabrique Nationale d’Armes de Guerre (FN) in Herstal, welche Mauser-Gewehre für die belgische Armee in Lizenz fertigte. Die Établissements Pieper bauten vor allem Revolver und Revolvergewehre. Nach Henri Piepers Tod übernahm sein Sohn Nicolas die Geschäftsleitung und reorganisierte den Betrieb zur S.A. Établissements Pieper. Ab etwa 1890 wurden neben Taschenpistolen auch Fahrräder unter dem Namen Pieper et Bayard produziert.

## Seitenzweig Automobilbau
Ab 1897 wurden zusätzlich Automobile hergestellt und als Pieper vermarktet. Dieser Bereich war stets ein Seitenzweig des Unternehmens; bereits 1903 wurde die Produktion wieder eingestellt. Auto-Mixte aus Herstal produzierte ab 1906 benzin-elektrische Fahrzeuge nach „System Pieper“. Die Werksanlagen übernahm die Firma Imperia.

### Elektroautos
1897 produzierte das Unternehmen sein erstes Auto, eine Voiturette mit Elektromotor, der bis 1903 weitere Fahrzeuge mit Elektromotoren folgten.

### Benzin-elektrische Autos
1899 folgte ein Modell, bei dem ein Einzylindermotor von De Dion-Bouton die Batterien lud, während ein Elektromotor für den Antrieb sorgte („serieller Hybridantrieb“). Der Einzylindermotor leistete 3,5 PS und der Elektromotor 2,5 PS (1800 Watt), somit konnte eine Gesamtleistung von 6 PS erzielt werden. Die Batterien wogen 125 kg, das Leergewicht lag bei 400 kg. Mit Passagieren lag das Gesamtgewicht bei 600 kg. Das Fahrzeug konnte eine Höchstgeschwindigkeit von 30 km/h erreichen.

### Benzinautos
Der Typ A von 1899 bis 1901 wurde von einem Einzylindermotor von De Dion-Bouton angetrieben, der 3 PS leistete. Der Typ B von 1901 bis 1903 besaß einen Einzylindermotor mit 6 PS, der Typ C von 1901 bis 1903 einen Zweizylindermotor mit 8 PS. Typ B und Typ C gab es in den Karosserieformen Zweisitzer, Vis-à-vis, Duc, Tonneau und Lieferwagen. Das Modell 12 CV von 1901 bis 1903 hatte einen Vierzylindermotor mit 12 PS Leistung. Ab 1902 gab es zusätzlich die Modelle 7 CV mit einem Zweizylindermotor und 20 CV mit einem Vierzylindermotor.

## Anciens Établissements Pieper

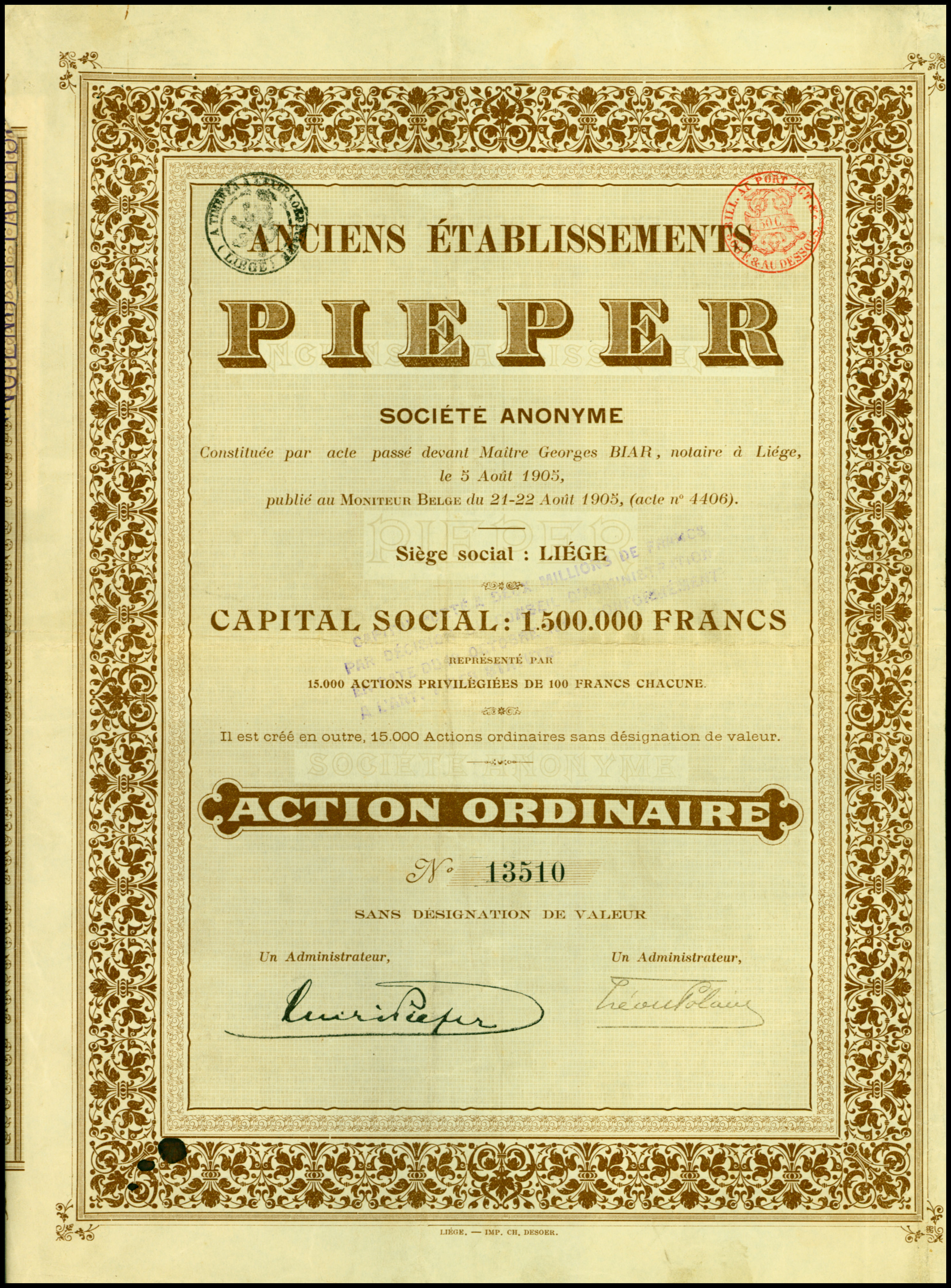
Aktie der Anciens Établissements Pieper SA von 1905

Nicolas Pieper führte 1905 eine weitere Reorganisation durch, die zum Firmennamen S. A. Anciens Établissements Pieper führte. Pieper beschäftigte sich nun mit einer Automatikpistole, für welche er Patente erhielt. Zwischen 1907 und 1908 wurde die Produktion in einer neuen Fabrik in Herstal zusammengefasst; die anderen Standorte wurden aufgegeben. Zu dieser Zeit soll das Unternehmen 1000 Personen beschäftigt haben.
Pieper-Faustfeuerwaffen waren aufwendig produziert und teuer. Der Marktanteil ging stetig zurück; deren Produktion wurde nach dem Zweiten Weltkrieg ganz eingestellt. Stattdessen waren nun Sportwaffen und Langwaffen im Programm.

## Produktnamen (Auswahl)
- Pieper & Bayard
- Bergmann-Bayard (Lizenz)